# Infinite (groupe)
Pour les articles homonymes, voir Infinite (homonymie).
Infinite (coréen : 인피니트) est un boys band sud-coréen de K-pop formé en 2010 par Woollim Entertainment. Le groupe est composé de 7 membres : Sunggyu, Dongwoo, Woohyun, Hoya, Sungyeol, L et Sungjong.

## Carrière

### 2010: débuts avecFirst Invasion
Pendants leurs débuts, le groupe a été présenté à travers l'émission de télé-réalité "You are my Oppa", où les membres devaient cohabiter avec une jeune fille (Yoo Ji Ae) et s'occuper d'elle comme d'une sœur. Le groupe a débuté le 9 juin 2010 avec leur premier mini album "First Invasion" et le titre Come Back Again. Ils sortent le clip de She's Back en août, titre issu du même album.

### 2011:Evolution,Over the Topet débuts au Japon

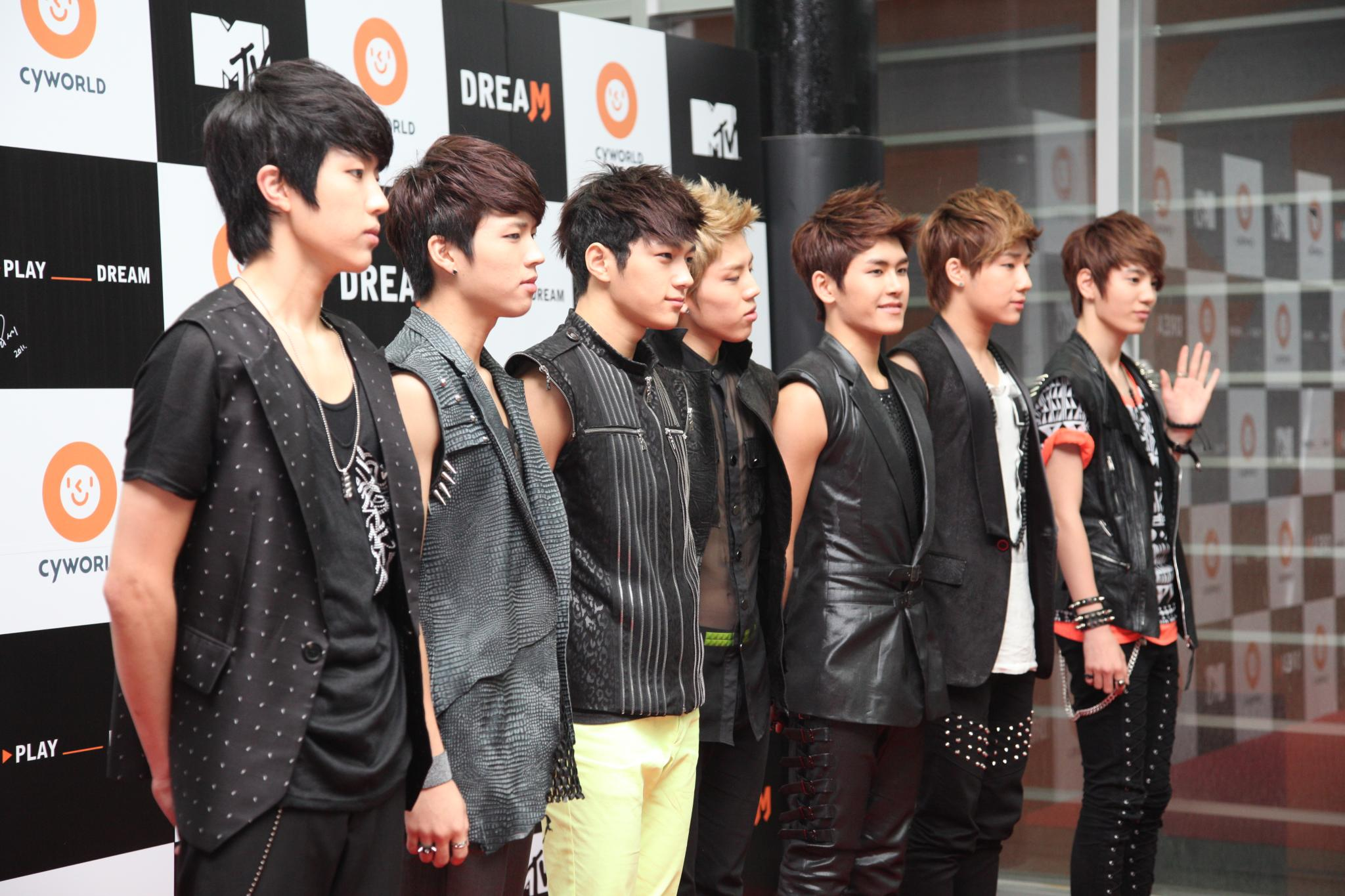
Infinite en 2011
De gauche à droite : Sungyeol, Woohyun, L, Dongwoo, Hoya, Sungkyu et Sungjong

Le 6 janvier 2011, le groupe revient avec un second mini-album "Evolution" et le titre phare Before The Dawn (BTD). Malgré le débat sur le teaser MV de cette chanson qui était jugé trop violente par les internautes, la promotion lors des émissions musicales est un succès.
Le 17 mars 2011, Infinite dévoile son premier single nommé "Inspirit" ainsi que le MV de Nothing's Over et commence à le promouvoir. En mai, le groupe continue ses performances lives avec une nouvelle version de Can You Smile, issu du même single.
En juin 2011, Infinite participe à la deuxième saison de "Sesame Player" où ils sont filmés au quotidien. On les voit préparer leur premier album, "Over The Top", qui sort finalement le 21 juillet 2011. Infinite fait son retour le 23 avec Be Mine sur le plateau du Show! Music Core. (Malheureusement, l'agence a dû jeter près de 30 000 CD à la suite d'une faute d'impression.)

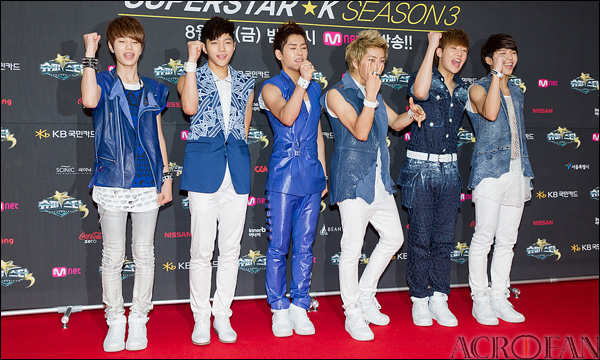
Infinite en août 2011.

Le 1er septembre, le groupe atteint pour la première fois la première place lors de l'émission, M! Countdown, pour Be Mine.
À la suite du succès de cet album, le groupe annonce la sortie d'une version "repackage" intitulée "Paradise" et commence la promotion du titre du même nom le 26 septembre avec lequel ils remporteront deux autres prix.
En novembre 2011, le groupe participe à l'émission « Birth of a Family », qui consiste à s'occuper de trois petits chiens abandonnés en attente d'une famille d'adoption.
Le 19 novembre 2011, les Infinite font officiellement leurs débuts au Japon avec leur premier single japonais comprenant la version japonaise de BTD et un remix de Can You Smile.
En décembre 2011, Infinite offrent une chanson de Noël en coréen à ses fans, White Confession, dont le clip a été tourné au Japon.

### 2012:Infinitize

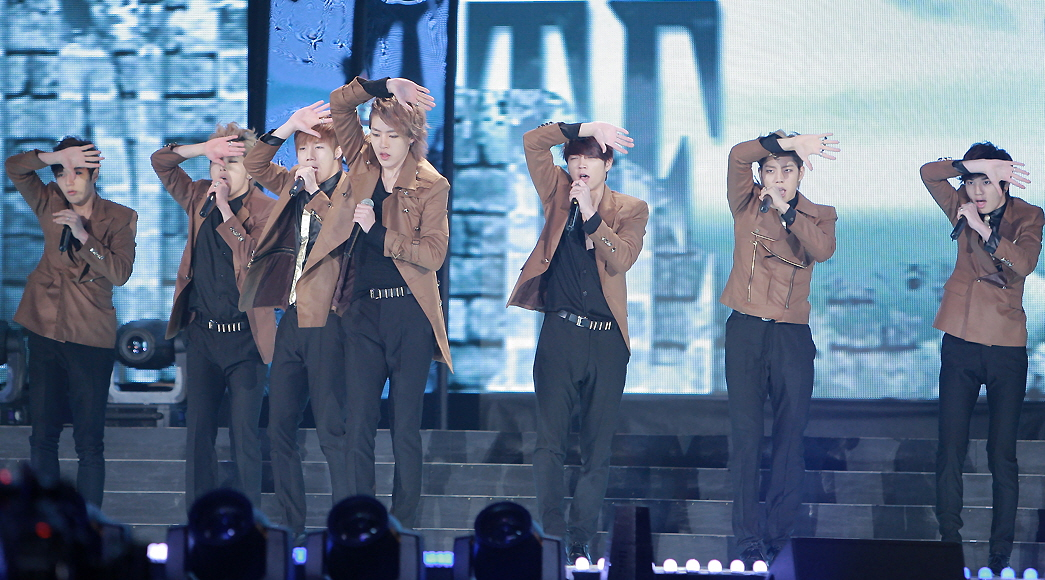
Infinite en 2012.

En janvier 2012, Dongwoo a participé au titre She's a Flirt de Baby Soul, qui est sorti le 18 janvier.
L a été choisi pour le casting du drama "Shut Up Flower Boy Band" qui a commencé sa diffusion le 30 janvier.
Sunggyu et Woohyun ont fait leurs débuts dans la comédie musicale "Gwanghwamun Sonata" du 7 février au 11 mars au LG Arts Center.
Les 11 et 12 février 2012, le groupe a tenu son premier concert coréen, "Second Invasion", devant environ 8 000 fans au Parc Olympique de Séoul. Les places se sont vendues en moins de 10 minutes après être mises en ligne le 14 décembre.
Le 1er avril, les Infinite ont tenu un concert intitulé "Second Invasion - Evolution" dans la même salle que le précédent mais cette fois devant 10 000 fans.
Le groupe a par ailleurs obtenu un partenariat avec Youtube pour ce concert devenant ainsi le premier groupe de K-pop à se voir diffuser en live sur Youtube.
Le 18 avril 2012, le groupe a dévoilé son second single japonais, composé d'une version japonaise de Be Mine et de Julia.
Le 15 mai, les Infinite font leur retour avec un troisième mini-album Infinitize dont le titre phare, « The Chaser ». Une semaine auparavant, soit le 8 mai, le titre prologue Only Tears avait été révélé. Après avoir obtenu plusieurs prix, le groupe poursuit ses promotions avec In The Summer.
Hoya obtient alors un rôle dans la sitcom "Reply 1997" qui commence sa diffusion le 24 juillet 2012. Woohyun obtient quant à lui un rôle dans le drama "The Thousandth Man" dont la diffusion commence le 17 août. Puis, L, joue dans "What is Mom" qui commence sa diffusion le 8 octobre. Le groupe chante alors Fantasy pour l'OST de cette sitcom.
Le 19 novembre 2012, le leader, Sunggyu, fait ses débuts en tant qu'artiste solo. Il sort son premier mini-album nommé "Another Me" qui comprend une reprise d' Only Tears. Le rôle principal du MV de 60 seconds est tenu par L.

### 2013: Infinite H etDestiny

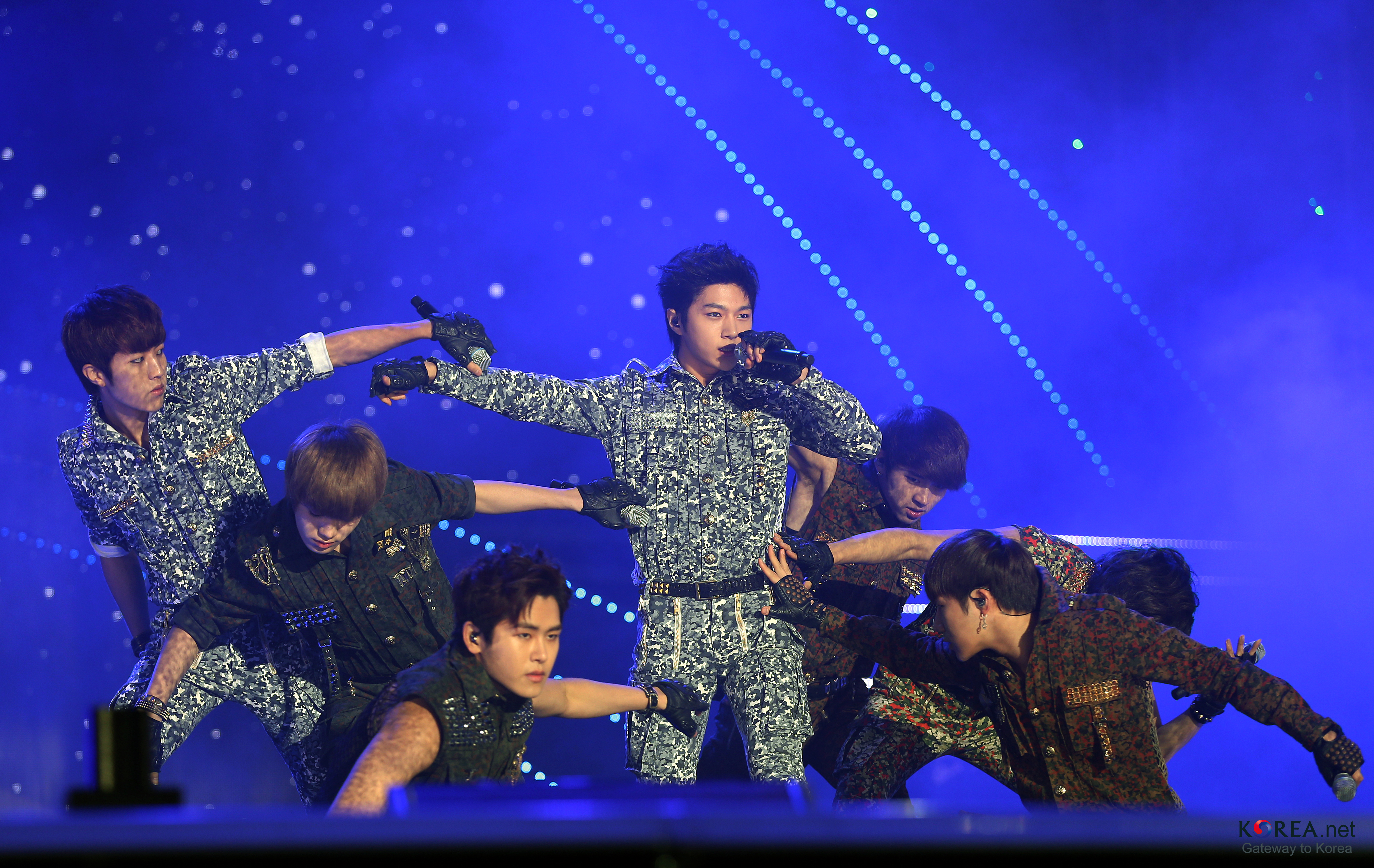
Infinite en 2013 au K-POP World Festival à Changwon.

Le 10 janvier 2013, Dongwoo et Hoya ont fait leurs débuts sous le nom de Infinite H avec un mini-album intitulé "Fly High" et le titre phare Special Girl.
Le groupe a dévoilé son 4e mini-album, "New Challenge", en version numérique le 21 mars puis en version physique le 25 mars. Le groupe a commencé les performances lives avec Man In Love.
Le 5 juin 2013, les Infinite ont sorti leur premier album japonais nommé "When I Fall in Love", dont le titre phare n'est autre que la version japonaise de Man In Love. Le clip a par ailleurs été révélé le 29 mai.
Le jour de sa sortie, l'album a atteint la première place dans la catégorie "daily chart" (ventes quotidiennes) du célèbre classement japonais. Il a également pris la tête du "Top Oricon weekly chart" (ventes hebdomadaires) la semaine du 3 au 9 juin.
Le 10 juin 2013, les Infinite ont annoncé leur première tournée mondiale intitulée "One Great Step". Elle débuta à Séoul le 9 août, et passa par toute l'Asie (Chine, Japon, Indonésie) avant de passer en Amérique et en Europe. En effet, le groupe a tenu un concert à Londres et à Paris en novembre.
Le 30 juin 2013, le site officiel du groupe a été modifié et un nouveau logo a été révélé, annonçant un retour imminent. Le lendemain, Woollim Entertainment, l'agence du groupe, dévoile un teaser MV pour le titre Destiny. Les photos individuelles ont été révélées le 8 juillet. Le 16 juillet, le MV de Destiny issu du mini-album du même nom est mis en ligne.
Le 27 septembre, le MV de Request est mis en ligne. C’est dans le cadre du partenariat avec Samsung et son projet "Play Galaxy Music" qu'Infinite a enregistré ce titre.
Le 1er décembre 2013, le groupe était en concert à l'Olympia de Paris pour leur tournée mondiale, "One Great Step".

### 2014:Backet Infinite F
Le 18 janvier 2014, il est annoncé que les Infinite ont réussi à remplir leurs derniers concerts de leur première tournée mondiale qui auront lieu les 28 février et 1er mars prochains au gymnase olympique de Séoul.
Un représentant du groupe a statué : “La vente des billets à bloquer le site internet (Interpark). 20 000 tickets ont été vendus, mais on doit tout de même souligner que le site a enregistré un trafic allant jusqu’à 220 000 personnes.”.
Le 23 janvier, a eu lieu la 23e cérémonie des Seoul Music Awards. Les Infinite y ont remporté le « Bonsang ».
Le 1er mars, le label du groupe a mis en ligne une vidéo teaser. Via ce teaser vidéo on découvre que le retour des Infinite est programmé pour le mois d'avril.
Le 10 mars, marque la date de sortie du premier mini-album du duo Toheart, nommé "The 1st Mini Album", formé de Woohyun des Infinite et de Key des SHINee. Par la même occasion le MV du titre-phare, Delicious, est mis en ligne. L'opus a ravi les fans, puisque plus de 100 000 copies se sont vendues en quelques heures, le plaçant à la première place du classement Hanteo de vente d'albums. De plus, la chanson titre Delicious qui a séduit les fans s’est vue propulsée sur la première marche du podium de classements musicaux en ligne tels que Bugs ou Soribada, et ce alors qu'elle venait juste d'être révélée au public. Pour la semaine allant du 20 au 27 mars, le duo est dans le Top 10 du classement Billboard World Albums, plus précisément à la 8e place.
Le 1er avril, l'agence du groupe, Woollim Entertainment, a fait savoir qu'un nouveau CD de la part des Infinite allait être mis en vente. Nommé "The Origin", ce ne sera pas vraiment un nouvel opus puisqu'il s'agit d'un album instrumental, proposant donc des versions instrumentale des hits du groupe. Il sera dévoilé le 10 avril.
Le 7 avril, le duo Toheart sort un nouveau MV. Après Delicious, le second single promotionnel de leur premier mini-album est Tell Me Why.
Le 8 avril, sort le MV de Ooh Ooh de Eric Nam en collaboration avec Hoya (Infinite).
Le 5 mai, à l'occasion de la "Journée des Enfants" en Corée du Sud, MBC a diffusé l’émission "2014 New Life For Children" qui consiste à récolter des dons en faveur de la lutte contre le cancer et aider les enfants atteints de cette maladie. Les Infinite y ont participé avec d'autres groupes de K-pop.
Le 13 juillet, le groupe a mis en ligne sur son site officiel une photo annonçant leur retour avec une nouvelle chanson en plus de l'album repackage. Ainsi, les sept garçons reviendront sur le devant de la scène musicale sud-coréenne le 22 juillet 2014 avec le titre Back qui sera probablement la chanson-phare de ce nouvel opus.
Le 21 juillet, le MV de Back est mis en ligne pour la version repackage de l'album "Season 2". L'album en question ne sera disponible qu'à partir du lendemain.
Le 30 novembre, la sous-unité, Infinite F composé de : L, Seungyeol et Sungjong, fait ses débuts en Corée du Sud avec la mise en ligne du MV de Heartbeat, issu de leur premier single "Blue" (Azure).
Le 19 décembre, le PV de Dilemma est mis en ligne. Titre-phare de leur nouveau single japonais qui sortira le 24 décembre.

### 2015:Reality
Le 20 mars 2015, alors que le groupe réalise actuellement sur le sol japonais sa "2015 Infinite Japan Tour DILEMMA", la chaîne Youtube officielle d'Universal Music Japan a mis en ligne un teaser présentant le prochain single nippon du groupe nommé "24 Hours" qui sortira le 29 avril.
Le 29 avril, les Infinite mettent en ligne le clip vidéo de 24 Hours.
Le 21 juin, il est annoncé que le groupe tiendra une tournée mondiale. Ainsi, la page Facebook officielle de la Woollim Entertainment, le label des artistes, a mis en ligne un premier cliché. L'affiche dévoile ainsi les premières dates du "2015 Infinite 2nd World Tour INFINITE EFFECT" qui donnera son coup d’envoi à Séoul les 8 et 9 août.
Le 27 juin, selon des professionnels du monde de la musique, le groupe serait en train de se préparer pour son grand retour, qui devrait s'effectuer à la mi-juillet.
Le 7 juillet, un teaser du clip de Bad est mis en ligne.
Le 13 juillet, le clip vidéo de Bad est mis en ligne. Bad est le titre-phare du cinquième mini-album du groupe nommée "Reality" sorti également à cette date. Ils ont également tenu un showcase spécial qui a été diffusé en direct sur MelOn ce jour à 19h00 (heure coréenne). Immédiatement après sa sortie, le titre Bad s'est placé en tête de pas moins de six classements musicaux, à savoir Genie, Soribada, Naver, Olleh, MelOn et Mnet. Mais ce n'est pas tout puisque d'autres pistes de l'opus se sont également classées en haute position dans ces mêmes classements.

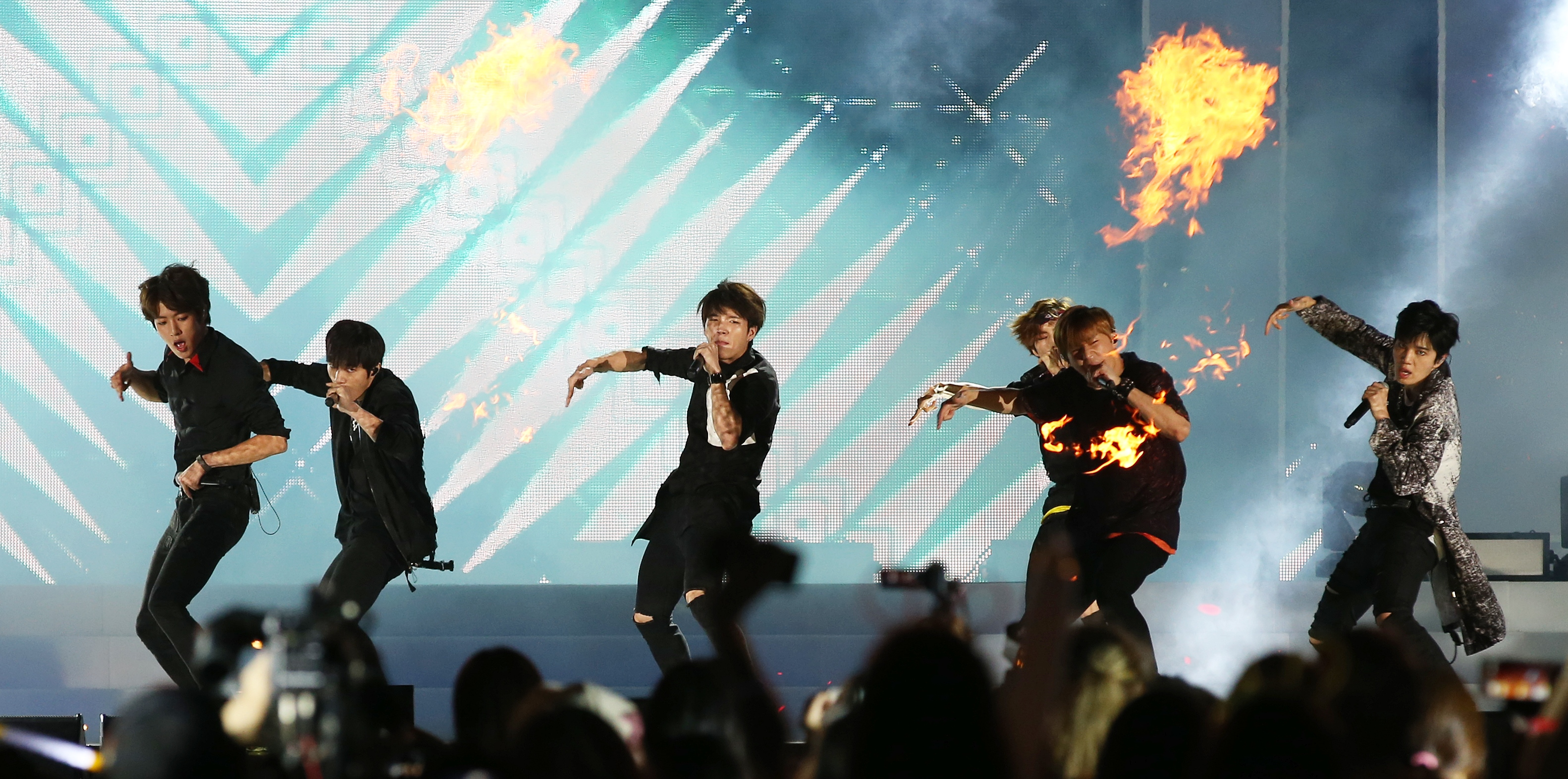
Infinite sur scène en 2015

### Depuis 2016:Infinite Only
Infinite sort le single digital That Summer (The Second Story), le 8 juillet 2016. Le groupe a tenu une série de concerts, That Summer 3 en août à Séoul et Busan.
Le 30 août, Infinite met en ligne une vidéo teaser pour son retour. Le clip vidéo officiel de The Eye est mis en ligne le 19 septembre avec le sixième mini-album du groupe nommé Infinite Only,.
2017: Hoya quitte Infinite
Le 9 juin 2017 marque la fin du contrat qui lie les membres du groupe à Woolim Entertainment, mais aucune information ne fuite concernant le renouvellement ou non du contrat des 7 membres d'Infinite. Ce n'est que le 30 août 2017 que l'on apprend finalement que le groupe signe de nouveau avec l'agence, à l'exception d'Hoya.

### Depuis 2018:TOP SEED
Le 1er janvier, Infinite met en ligne une vidéo teaser pour son retour Le clip vidéo officiel de Tell Me est mis en ligne le 8 janvier du nouvel album du groupe nommé TOP SEED. Ils font un retour avec les 6 Membres de Infinite .

## Sous-groupes

### Infinite H
Le 10 janvier 2013, la première sous-unité d'Infinite a été annoncée : il s'agit d'Infinite H, composée des deux rappeurs principaux, Dongwoo et Hoya. Comme l'indique la lettre "H", le duo se concentrera plutôt sur des musiques hip-hop.
Les deux rappeurs avaient déjà participé au premier album du groupe "Over The Top" sous le nom d'Infinite H, alors que le sous-groupe n'était pas encore officiellement annoncé. Leur chanson, en featuring avec Baby Soul (trainee du label), s'intitulait Crying.
Ils débutent donc officiellement avec le premier mini-album "Fly High" le 11 janvier, dont la majorité des chansons sont des featuring et composées par les meilleurs compositeurs hip-hop coréens, tels que Primary, Dynamic Duo, Bumky et Beenzino. La veille, soit le 10 janvier, ils ont tenu un showcase au UNIQLO AX à Séoul.
Le 4 décembre 2014, il est révélé que selon un représentant de l'agence Woollim Entertainment : “INFINITE H prendra part au concert de la famille Brand New Music où il révélera ses plans pour un nouvel album. Les fans peuvent s’attendre à une sortie en première partie de l’année 2015“.
Le 16 janvier 2015, il est annoncé que les Infinite H reviendront le 26 janvier. Un showcase se tiendra également à cette date.
Le 21 janvier, il est annoncé que Infinite H ne verra pas une de ses chansons diffusée sur les réseaux de KBS. Et pour cause, le média a jugé inapte à la diffusion la cinquième piste de leur opus, Sorry I'm Busy, chanson en collaboration avec Swings et Champagne(Champagne & Candle). Il semble qu’elle ne respectait pas les normes de KBS en contenant, selon les censeurs, un langage inapproprié ainsi que quelques paroles en japonais.
Le 26 janvier, le MV de Pretty est mis en ligne dont le titre est issu du mini-album "Fly Again" sorti à cette mème date. Peu de temps après, l'agence des Infinite H, sous-unité du groupe Infinite, est confrontée à un problème, alors que le mini-album du sous-groupe est déjà commercialisé. Deux chansons sont concernées pour être censurées dont Crazy. De même, Sorry I'm Busy a été rejeté par le comité de KBS et a donc échoué à la seconde évaluation.
Le 14 avril, le MV de Crazy est mis en ligne.

### Infinite F
Le 14 octobre 2014, plusieurs médias ont annoncé les débuts d’une nouvelle sous-unité avec les trois autres membres d'Infinite pour le mois de novembre. Cette sous-unité se nommera ainsi Infinite F et sera donc formée par L, Seungyeol  et Sungjong. Les trois se sont déjà produits ensemble sous ce nom en interprétant la piste I’m Going Crazy sur l’opus "Season 2" des Infinite. Ils ont aussi performé sous ce nom en guise de performance spéciale lors des concerts "That Summer 2" d'Infinite.
Les médias précisent donc que leurs débuts seraient programmés pour le 19 novembre prochain mais qu’ils auraient lieu au Japon et non pas en Corée. Il est aussi dit que la sous-unité a déjà terminé l’enregistrement de son premier clip-vidéo. D’après Universal Music Japan leur premier opus se nommera "Love's Sign".
Le 25 novembre 2014, il est annoncé que les Infinite F feront prochainement leurs débuts en Corée du Sud. En effet, leur agence, la Woollim Entertainment, a annoncé par le biais de son fancafe, la pochette de leur premier single, "Blue" (Azure). Ainsi, le 30 novembre, le MV du titre-phare, Heartbeat, est mis en ligne.

## Membres
| Nom de scène | Nom de scène | Nom de naissance | Nom de naissance | Date de naissance | Nationalité | Position                                        |
| Romanisé     | Coréen       | Romanisé         | Coréen           | Date de naissance | Nationalité | Position                                        |
| ------------ | ------------ | ---------------- | ---------------- | ----------------- | ----------- | ----------------------------------------------- |
| Sungkyu      | 성규         | Kim Sung Kyu     | 김성규           | 28 avril 1989     | Sud-coréen  | Leader, chanteur principal, Hyung (le plus âgé) |
| Dongwoo      | 동우         | Jang Dong Woo    | 장동우           | 22 novembre 1990  | Sud-coréen  | Rappeur principal, danseur principal, chanteur  |
| Woohyun      | 우현         | Nam Woo Hyun     | 남우현           | 8 février 1991    | Sud-coréen  | Chanteur principal                              |
| Sungyeol     | 성열         | Lee Seong Yeol   | 이성열           | 27 août 1991      | Sud-coréen  | Rappeur principal, chanteur                     |
| L            | 엘           | Kim Myung Soo    | 김명수           | 13 mars 1992      | Sud-coréen  | Chanteur, visuel                                |
| Sungjong     | 성종         | Lee Sung Jong    | 이성종           | 3 septembre 1993  | Sud-coréen  | Chanteur, Maknae (le plus jeune)                |

### Anciens membre
| Nom de scène | Nom de scène | Nom de naissance | Nom de naissance | Date de naissance | Nationalité | Position                                       | Date de départ |
| Romanisé     | Coréen       | Romanisé         | Coréen           | Date de naissance | Nationalité | Position                                       | Date de départ |
| ------------ | ------------ | ---------------- | ---------------- | ----------------- | ----------- | ---------------------------------------------- | -------------- |
| Hoya         | 호야         | Lee Ho-dong      | 이호동           | 28 mars 1991      | Sud-coréen  | Danseur principal, rappeur principal, chanteur | 30 août 2017   |

## Discographie

### Singles
- Come Back Again (2010)
- She's back (2010)
- Voice Of My Heart (2010)
- BTD (Before The Dawn) (2011)
- Nothing's Over (2011)
- Can U Smile (Broadcasting Version) (2011)
- Be Mine (2011)
- Paradise (2011)
- White Confession (Lately) (2011)
- Cover Girl (Live Version) (2012)
- Only Tears (2012)
- The Chaser (2012)
- Man In Love (2013)
- Destiny (2013)
- Last Romeo (2014)
- Back (2014)
- Bad (2015)
- That Summer (The Second Story) (2016)
- The Eye (2016)
- Tell Me (2018)
- Clock (2019)
- New Emotions (2023)
- Flower (2024)
- Sad Loop (2024)
- Dangerous (2025)

## Tournées et concerts
Tournées mondiales
- 2013 Infinite 1st World Tour - One Great Step (2013-2014)
- 2015 Infinite 2nd World Tour - INFINITE EFFECT (2015-2016) :Infinite en concert au Casino de Paris en octobre 2015
  - Tapei, Taïwan (05.09.15)
  - Nanjing, Chine (30.09.15)
  - Warsaw, Pologne (04.10.15)
  - Paris, France (07.10.15)
  - London, Angleterre (09.10.15)
  - Berlin, Allemagne (11.10.15)
  - Beijing, Chine (18.10.15)
  - Bangkok, Thaïlande (24-25.10.15)
  - Manila, Philippines (07.11.15)
  - Singapore, Singapour (13.11.15)
  - Jakarta, Indonésie (15.11.15)
  - Shanghai, Chine (21.11.15)

Tournées coréennes
- Infinite Second Invasion (2012)

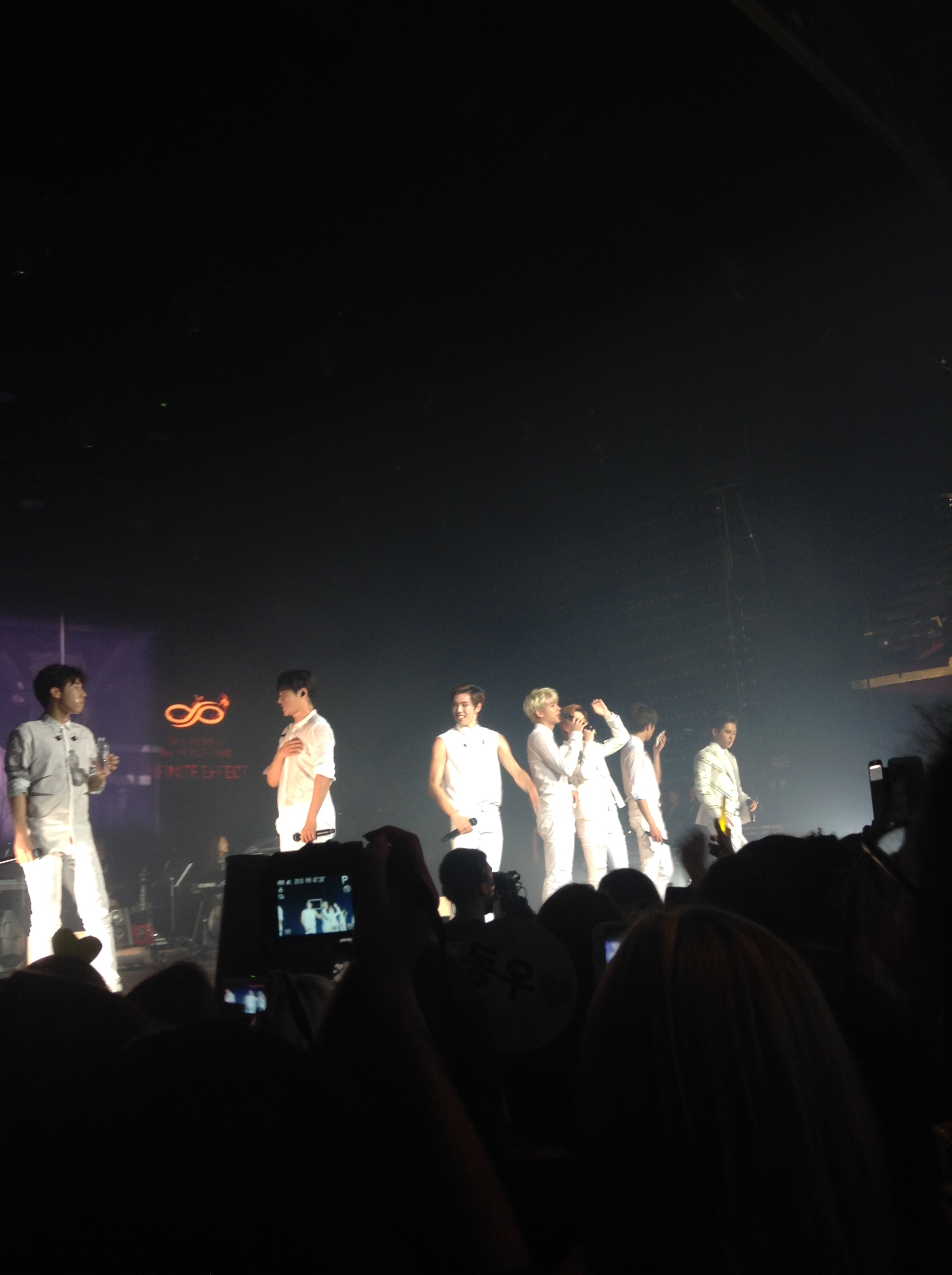
Infinite en concert au Casino de Paris en octobre 2015

- 2012 Infinite Concert: That Summer (2012)
- 2014 Infinite Concert: That Summer 2 (2014)

Tournées japonaises
- Infinite Japan 1st Live - Leaping Over (2011)
- Infinite 1st Arena Tour in Japan - Second Invasion Evolution Plus (2012)
- 2015 Infinite Japan Tour - DILEMMA (2015)

## Récompenses et nominations

### Golden Disk Awards
| Année | Titre                         | Travail nommé | Résultat   |
| ----- | ----------------------------- | ------------- | ---------- |
| 2012  | Disk Bonsang Award            | Over the Top  | Lauréat    |
| 2012  | Most Popular Artist Award     | Be Mine       | Nomination |
| 2012  | MSN Most Popular Artist Award | Be Mine       | Nomination |
| 2012  | Hallyu Icon Award             | Infinite      | Lauréat    |
| 2013  | Disk Bonsang Award            | Infinitize    | Lauréat    |
| 2013  | Best Group Performance        | Infinite      | Lauréat    |
| 2014  | Disk Bonsang Award            | New Challenge | Lauréat    |
| 2014  | Popularity Award              | Destiny       | Nomination |
| 2015  | Disk Bonsang Award            | Season 2      | Lauréat    |

### Seoul Music Awards
| Année | Titre                | Travail nommé     | Résultat   |
| ----- | -------------------- | ----------------- | ---------- |
| 2010  | Popularity Award     | Infinite          | Nomination |
| 2011  | Bonsang Award        | Be Mine, Paradise | Nomination |
| 2011  | Popularity Award     | Infinite          | Nomination |
| 2014  | Bonsang Award        | Destiny           | Lauréat    |
| 2014  | Popularity Award     | Infinite          | Nomination |
| 2015  | Bonsang Award        | Season 2          | Lauréat    |
| 2015  | Spécial Hallyu Award | Infinite          | Lauréat    |

### Mnet Asian Music Awards(MAMA)
| Numéro | Année | Travail nommé                   | Titre                                   | Résultat   |
| ------ | ----- | ------------------------------- | --------------------------------------- | ---------- |
| 12e    | 2010  | "Come Back Again"               | Best New Male Artist Award              | Nomination |
| 13e    | 2011  | Be Mine                         |                                         |            |
| 13e    | 2011  | Be Mine                         | Song of the Year                        | Nomination |
| 13e    | 2011  | Be Mine                         | Best Dance Performance by a Male Group  | Nomination |
| 14e    | 2012  | The Chaser                      |                                         |            |
| 14e    | 2012  | The Chaser                      | Song of the Year,                       | Nomination |
| 14e    | 2012  | The Chaser                      | Best Music Video,                       | Nomination |
| 14e    | 2012  | The Chaser                      | Best Dance Performance by a Male Group, | Nomination |
| 15e    | 2013  | Infinite                        | Best Male Group                         | Lauréat    |
| 15e    | 2013  | Man In Love                     | Best Dance Performance – Male Group     | Nomination |
| 15e    | 2013  | 1st World Tour - One Great Step | Sony MDR World Wide Performer           | Lauréat    |
| 16e    | 2014  | Last Romeo                      | Best Dance Performance – Male Group     | Lauréat    |
| 16e    | 2014  | Infinite                        | K-pop Fan's Choice - Male               | Lauréat    |
| 16e    | 2014  | Season 2                        | 'BC – UnionPay Album of the Year        | Nomination |
| 16e    | 2014  | Last Romeo                      | Song of the Year                        | Nomination |

### Korean Music Awards
| Numéro | Année | Travail nommé | Titre                                  | Résultat |
| ------ | ----- | ------------- | -------------------------------------- | -------- |
| 9e     | 2012  | Over the Top  | Group Musician of the Year by Netizens | Lauréat  |
| 12e    | 2015  | Season 2      | Group Musician of the Year by Netizens | Lauréat  |

### MelOn Music Awards
| Numéro | Année | Travail nommé | Titre                        | Résultat   |
| ------ | ----- | ------------- | ---------------------------- | ---------- |
| 3e     | 2011  | Infinite      | 2011 Top 10                  | Nomination |
| 4e     | 2012  | Infinite      | 2012 Top 10                  | Lauréat    |
| 4e     | 2012  | Infinite      | Daesang - Artist of the Year | Nomination |

### Mnet 20's Choice Awards
| Numéro | Année | Travail nommé | Titre                      | Résultat   |
| ------ | ----- | ------------- | -------------------------- | ---------- |
| 7e     | 2013  | Infinite      | Best Global Touring Artist | Lauréat    |
| 7e     | 2013  | Infinite      | 20’s Mwave Global Star     | Nomination |

### Autres
| Année | Titre                                                   | Catégorie                                               | Travail nommé                          | Résultat |
| ----- | ------------------------------------------------------- | ------------------------------------------------------- | -------------------------------------- | -------- |
| 2010  | 18th Korean Culture Entertainment Awards                | New Generation Popular Music Teen Singer Award          | Infinite                               | Lauréat  |
| 2011  | Mnet M! Countdown                                       | Idol Dance Competition                                  | Hoya et Dongwoo                        | Lauréat  |
| 2011  | The Seoul Foreign Correspondents’ Club (SFCC) PR Awards | Performance Group                                       | Infinite                               | Lauréat  |
| 2011  | Mnet M! Countdown Awards                                | Best Action Performance                                 | Before the Dawn (BTD) "Scorpion Dance" | Lauréat  |
| 2011  | OBS Idol Stars Awards                                   | Idol Growth No.1                                        | Infinite                               | Lauréat  |
| 2012  | Billboard Korea                                         | Best K-Pop Song of 2012,                                | The Chaser                             | Lauréat  |
| 2012  | SBS MTV Best of the Best Awards                         | Best Dance Music Video                                  | The Chaser                             | Lauréat  |
| 2013  | SBS MTV Best of the Best Awards                         | Best Unit                                               | Infinite H                             | Lauréat  |
| 2013  | 13th Republic of Korea National Assembly Awards         | Popular Music of the Year                               | Infinite                               | Lauréat  |
| 2013  | SBS Inkigayo Half-Year Wrap Up Spécial                  | Viewer's Choice Award (Popularity)                      | Man In Love                            | Lauréat  |
| 2013  | SBS Gayo Daejun SOTY Poll                               | #1 Group People Want to Meet                            | Infinite                               | Lauréat  |
| 2014  | SBS Gayo Daejun                                         | Best Performance Chosen by Viewers                      | Infinite                               | Lauréat  |
| 2014  | SBS Gayo Daejun                                         | Top 10 award                                            | Infinite                               | Lauréat  |
| 2015  | 21st Republic of Korea Entertainment Art Awards         | Best Male Group                                         | Infinite                               | Lauréat  |
| 2015  | iQiyi All Star Carnival                                 | Best Asia Performing Group Best Music Award Of The Year | Infinite                               | Lauréat  |

### Programmes de classement musicaux
| Année | Chanson                   | Programme |
| ----- | ------------------------- | --- |
| 2011  | Be Mine                   | - M! Countdown (1er septembre) - M! Countdown (8 septembre) |
| 2011  | Paradise                  | - Inkigayo (9 octobre) - M! Countdown (13 octobre) |
| 2012  | The Chaser                | - M! Countdown (31 mai) - Music Bank (1er juin) - Inkigayo (3 juin) - Show Champion (5 juin) - M! Countdown (7 juin) - Inkigayo (10 juin) - M! Countdown (14 juin)        |
| 2013  | Man in Love               | - Inkigayo (31 mars) - Show Champion (3 avril) - M! Countdown (4 avril) - Music Bank (5 avril) - Inkigayo (7 avril) - Music Bank (12 avril) - Show! Music Core (20 avril) |
| 2013  | Destiny                   | - M! Countdown (25 juillet) - Show! Music Core (27 juillet) - Inkigayo (28 juillet) - Show Champion (31 juillet)                                                          |
| 2014  | Last Romeo                | - Show Champion (28 mai) - M! Countdown (29 mai) - Music Bank (30 mai) - Show Champion (4 juin) - M! Countdown (5 juin) - Music Bank (13 juin)                            |
| 2014  | Back                      | - Show! Music Core (2 août) |
| 2015  | Pretty (Infinite H)       | - The Show (3 février) - Show! Music Core (7 février) - Inkigayo (8 février - The Show (10 février) - M! Countdown (12 février)                                           |
| 2015  | The Answer (Kim Sung-kyu) | - The Show (19 mai) - Show! Music Core (23 mai) |
| 2015  | Bad                       | - The Show (21 juillet) - Show Champion (22 juillet) - M! Countdown (23 juillet) - Music Bank (24 juillet) - Show! Music Core (25 juillet) - The Show (28 juillet)        |